# Banchero
Banchero es una pizzería clásica del barrio de La Boca, en la ciudad de Buenos Aires, Argentina. Su casa principal está en el cruce de la Avenida Almirante Brown y la calle Suárez, y se autodenomina creadora de la fugazza con queso.

## Historia
Su historia se remonta a 1893, cuando llegó a la capital argentina un inmigrante genovés llamado Agustín Banchero, quien se instaló -como muchos de los italianos de su región- en La Boca del Riachuelo y abrió una panadería llamada Riachuelo, junto a su hijo Juan Banchero. En ese lugar de la calle Olavarría habría surgido una variedad de pizza característica de Buenos Aires, llamada fugazza con queso, palabra derivada del genovés fugassa (italiano focaccia), teniendo como ingrediente principal la cebolla. Aparentemente la inventó Juan Banchero, un día que cortó al medio una pizza de cebolla y le puso queso, para que no estuviera tan seca.
El 28 de marzo de 1932, Juan abrió por su cuenta, junto a sus hijos Tito y Antonio, la actual pizzería Banchero, en un local que aún existe en la esquina de la Avenida Almirante Brown y la calle Suárez.
Algunos de sus comensales más célebres han sido el pintor Benito Quinquela Martín (quien realizó allí muchas de las reuniones de su sociedad conocida como El Club del Tornillo), los cómicos Luis Sandrini y Tomás Simari y la actriz y cantante Tita Merello.
En el año 2002 Banchero fue declarado Sitio de Interés Cultural por el Gobierno de la Ciudad de Buenos Aires, en virtud de sus aportes a la cocina argentina. El proyecto del diputado José Palmiotti remarca que los motivos del reconocimiento como Sitio de Interés tienen que ver con "estar involucrado con hechos culturales de significación" y "el valor propio otorgado por la antigüedad, diseño arquitectónico o relevancia local".
En el año 2007, el Ministerio de Cultura de la Ciudad de Buenos Aires presentó un libro llamado Pizzerías de valor patrimonial de Buenos Aires. Este libro, con textos de Horacio Spinetto y Esteban Moore, es el resultado de tres años de investigación. Banchero es una de las 39 pizzerías que describe.
La película argentina Pizza, birra, faso hace referencia a la pizzería de una forma humorística; en la escena, Megabón le dice a Córdoba que vayan a comer a Banchero, pero Córdoba le responde que mejor vayan a Ugi's.[cita requerida]

## Platos

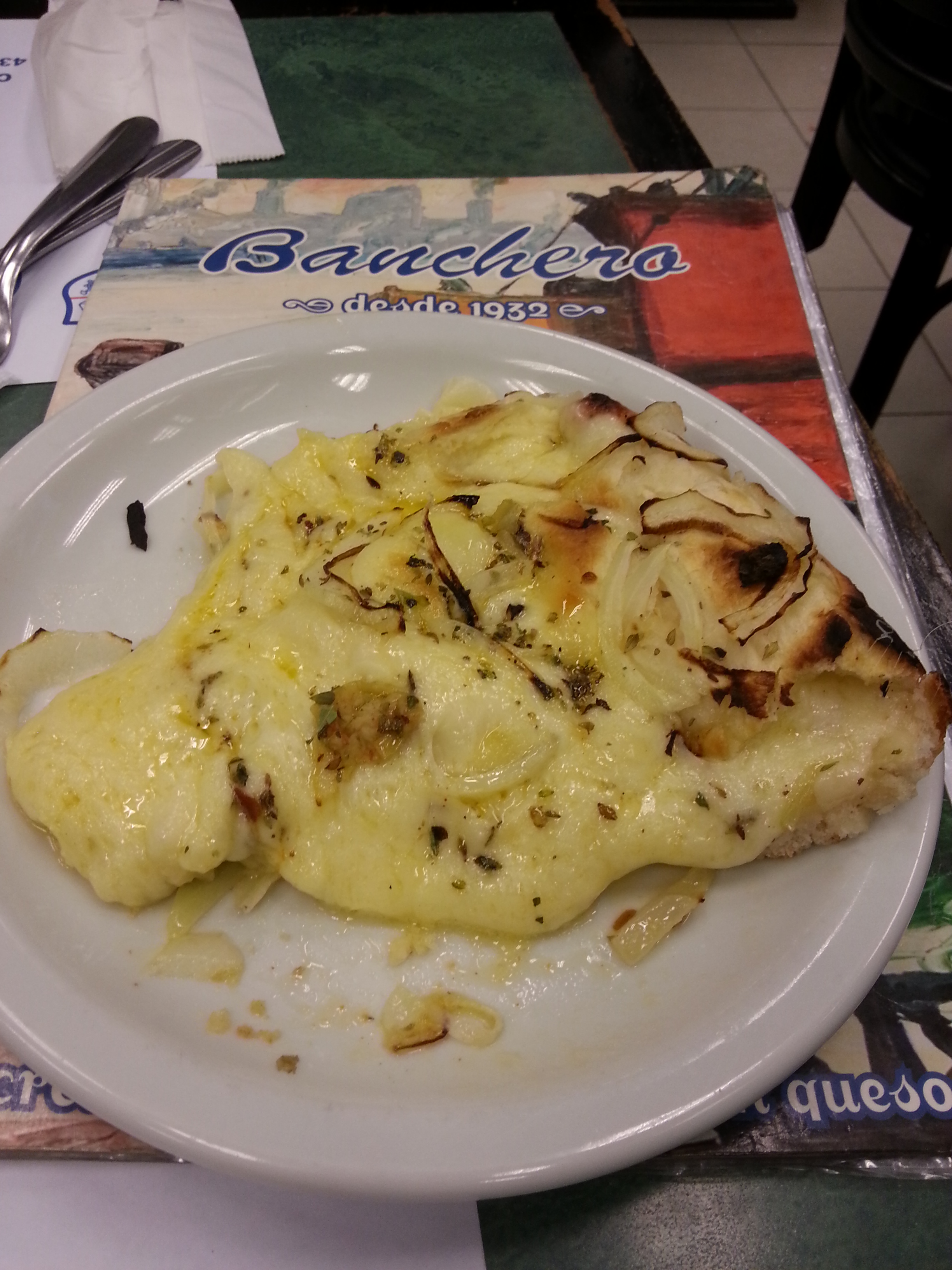
Porción de fugazzeta de Banchero

Además de la especialidad de la casa, la fugazza con queso mozzarella y cebolla, se consumen las clásicas pizzas de mozzarella con salsa de tomate y aceitunas, con jamón cocido y con fetas de ají morrón y anchoas, con huevo duro, con quesos roquefort o provolone, a la napolitana (con rodajas de tomate y ajo) o a la calabresa (con longaniza). También se pueden pedir variedades más costosas: con ananá, con palmitos, con verdura y con mariscos, entre otras. Además, todas se pueden acompañar con la tradicional fainá, hecha con harina de garbanzo.
Por otro lado, Banchero además sirve empanadas de carne vacuna, de jamón y queso, de pollo, de humita, etc. y tartas. 
Banchero no se dedica exclusivamente a la pizza, y ofrece carnes a la parrilla, minutas y pastas caseras.

## Sucursales
Además de su local fundacional en Almirante Brown y Suárez, Banchero ha colocado sucursales en lugares estratégicos de los circuitos gastronómicos de Buenos Aires. La Sucursal Centro está en la planta baja del Edificio Andes (Avenida Corrientes esquina Talcahuano, barrio de San Nicolás), y fue inaugurada el 1 de noviembre de 1967, como recuerda un cartel en una de sus paredes, acompañado por la tapa del diario Clarín de esa fecha. La Sucursal Once (este local cerro) se encontraba en la Avenida Pueyrredón 123, en la zona conocida con dicho nombre, por tratarse de los alrededores de la Estación Once de Septiembre, terminal del Ferrocarril Sarmiento. También contaba con una sucursal en Primera Junta, Calle Rojas y Rivadavia.
También cuenta con una sucursal en zona norte en Pilar.

En junio del 2019, abrió una sucursal en 6995 Colins Ave. Miami Beach.